# 산소 대폭발 사건

지구 대기권에서 O_{2}가 증가하는 과정. 빨강 및 초록 선은 대기중 산소 농도 최대/최소추정치를 의미하며 가로축의 시간 단위는 십억 년(Ga)이다.
제1기 (3.85–2.45 Ga): 대기중에 사실상 O_{2}가 존재하지 않는다. 바다에서도 얉은 곳에서 일부 녹아 있는 O_{2}를 제외하면 사실상 무산소 상태였다.
제2기 (2.45–1.85 Ga): O_{2}가 생성되기 시작하며 0.02-0.04atm으로 상승하나 대부분의 산소는 바다와 해저 암석으로 흡수된다.
제3기 (1.85–0.85 Ga): 바다에서 대기로 O_{2}가 방출되기 시작하나 대부분은 육지 암석으로 흡수된다. 이때까지는 산소 수준이 큰 변화를 보이지 않는다.
제4-5기 (0.85 Ga–현재): 더 이상 다른 곳으로 O_{2}가 흡수되지 않으면서 대기중에 O_{2}가 쌓이기 시작하며 농도가 급격하게 증가한다.

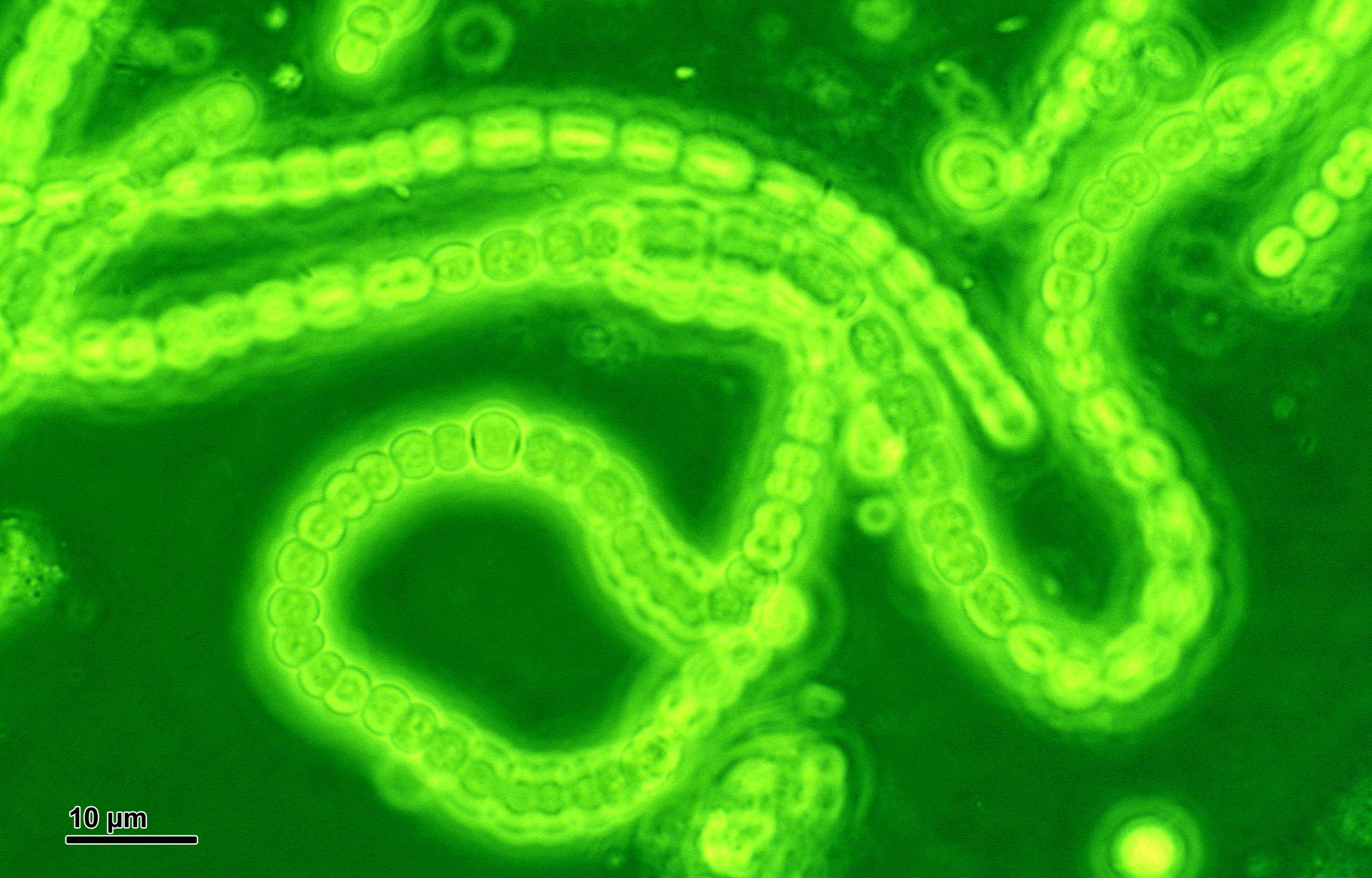
남세균: 지구 대기에 산소를 생성해낸 대표적인 생물.

산소대폭발 사건(Great Oxygenation Event, GOE) 또는 대산화사건(Great Oxidation Event)은 지구의 대기에서 생물학적 유도를 통해 산소 분자(O2)가 급격하게 증가한 사건을 의미한다. 지질학적, 동위원소적, 화학적 분석에서는 원생누대 극초기 시데리아기인 24억 5천만년 전(2.45Ga)부터 시작된 것으로 밝혀졌다. 산소대폭발이 일어난 정확한 원인은 알려져 있지 않다. 2016년 기준 산소대폭발 사건 이전 산소 광합성의 발달에 대한 지구화학 및 생물학적 증거는 부족한 상태이다.
광합성을 통해 산소를 생성하는 최초의 생물은 해양에 서식하는 남세균이었다. 이 남세균은 산소대폭발이 일어나기 약 2억년 전인 23억년 전 미생물 매트로 진화한 것으로 추정된다. 이시간 동안 생성된 활성산소는 용해철이온에 포획되어 {\displaystyle {\ce {Fe}}} 및 {\displaystyle {\ce {Fe^2+}}}가 물에 녹지 않는 자철석({\displaystyle {\ce {Fe^2+Fe2^3+O4}}})으로 바뀌어 가라앉아 암반에 거대한 모양의 기다란 띠를 만들어냈다. 산소 일부는 유기물에 포획되기도 하였다. 대산화사건은 이렇게 산소를 흡수하는 곳에서 더 이상 산소를 흡수하지 못하면서 시작되었다.
대기 중 산소 생산이 증가하면서 지구의 원래 대기 중 원소 비율이 균형을 잃었다. 활성산소는 절대혐기성 미생물에 매우 유독하며 산소 농도가 증가하며 이들 유기체 대부분은 절멸하였다.
심해저에 형성된 고대 암석 퇴적물에 나타나는 크로뮴 덩어리들은 대륙붕에서 녹아내린 크로뮴이 가라앉아 쌓였다는 것을 보여준다. 크로뮴은 쉽게 용해되지 않는다. 암반에서 크로뮴이 용해되기 위해서는 강력한 산이 있어야 한다. 이것이 가능한 대표적인 강산인 황산({\displaystyle {\ce {H2SO4}}})은 황철석과 박테리아의 반응을 통해 만들어질 수 있다. 산소를 만들어내는 남세균 미생물 매트들은 두꺼운 얼음 아래 무산소 환경에서도 산소가 녹은 물을 통해 1-2mm 두께의 얉은 층을 만들어낼 수 있고, 대기중에 산소가 축적되기 전에도 이런 유기체들은 이미 산소에 적응했을 것이다. 또한 자유산소는 온실 기체의 일종인 메테인과 반응하여 온실 기체 농도를 크게 감소시켜 눈덩이 지구라고 불리는 휴로니안 빙하기를 만들어냈을 것으로 추정된다.
결국 산소를 소비하는 호기성 생물이 진화하며 산소 순환 과정에서 균형을 이룰 수 있게 되었다. 이후 산소는 지구 대기중에서 유의미하고 중요한 역할을 하는 성분이 되었다.

## 같이 보기
- 산소의 지질학적 역사
- 요오드화물
- 메데아 가설
- 파스퇴르 지점
- 희귀한 지구 가설
- 스트로마톨라이트